# Tantulius belli
Tantulius belli là một loài bướm đêm thuộc họ Erebidae. Nó được tìm thấy ở miền nam Ấn Độ.
Sải cánh dài khoảng 8 mm. 